# Idaea latefasciata
Idaea latefasciata là một loài bướm đêm trong họ Geometridae.